# Códice Techialoyan de Cuajimalpa
El Códice Techialoyan de Cuajimalpa también conocido como Códice de Cuauhximalpan o ‘’'Códice Cuajimalpa’’' es un códice colonial mexicano del siglo XVII de la serie de códices llamados Códices Techialoyan, que expresa el origen y pertenencia de varios pueblos y barrios que se encuentran en la actual alcaldía Cuajimalpa de Morelos en el Distrito Federal de México.

## Origen
Entre 1530 y 1534 Hernán Cortés que tenía estudios de abogacía, llevó a cabo una serie de litigios contra el Ayuntamiento de México, para demostrar los límites y posesión de su Marquesado del Valle de Oaxaca que le había sido otorgado por el rey Carlos I de España el 27 de septiembre de 1529. Entre la serie de documentos que presentó se supone se encuentra el códice Cuauhximalpan que fuera creado para demostrar como el conquistador había donado y otorgado el control de ciertos pueblos y barrios a determinados caciques indígenas, los cuales en contraparte se volverían súbditos del marquesado y vasallos del rey español.

## Historia
Los días 29 y 30 de octubre de 1864, los emperadores Maximiliano y Carlota visitaron las ya ruinas del Convento del Desierto de los Leones así como sus alrededores, es de suponer que los principales de los pueblos vecinos, San Pedro Cuajimalpa, Santa María Tetelpan, San Bartolo Ameyalco, San Lorenzo Acopilco, San Mateo Tlaltenango y San Pablo Chimalpa hayan visitado y sido atendidos por la pareja imperial, por lo que el 3 de noviembre presentaron ante el juzgado 3° de lo Civil de México,  un códice con la intención de ser traducido y estimar su autenticidad. Esto de seguro en la esperanza de demostrar el origen y posesión de sus tierras, ya que una de las características del gobierno monárquico fue su apoyo a los derechos indígenas, por lo que había expedido el 15 de septiembre de 1865 un decreto sobre terrenos comunales, el 1 de noviembre de 1864 sobre tierras y aguas. Lo que le permitió hacerse de fieles súbditos indígenas como Tomás Mejía.
Los vecinos que presentaron el códice fueron: Ángel González, Secundino Vázquez, Juan Manuel Vázquez, Dionisio Almaraz, Antonio Almaraz, Isidro Martínez, José Segura, Antonio Rodríguez, Antonio González, Juan Almaraz, Esteban Pérez y Marcos Ramírez.
Luego de ser traducido y autentificado fue entregado para su resguardo al Archivo General de la Nación, donde aún se encuentra. No se ha encontrado algún litigio o proceso que indique el uso del mismo en tiempos modernos, este códice desde su creación hasta la fecha de su entrega fue pasado de mano en mano entre los principales de estos pueblos. En el año de 1952 el vecino del pueblo de Tacubaya, Lic. Fernández del Castillo en un boletín de la Academia Nacional de Historia y Geografía publicó un estudio sobre este códice.

## Descripción Física
El códice se compone de 26 hojas en forma de libro, con la primera y última hojas cercenadas y diminutas, las hojas parecen ser de palma o cáñamo batido.

## Contenido
1.ª Página
Rota y disminuida.
2.ª Página

Página 2 del códice Cuauhximalpan, Interpretación artística por estar muy deteriorada en original.

Contiene figuras y textos donde se indica el lugar donde se fundó el pueblo de San Pedro Cuajimalpa donde se labraba madera, en cuyos límites se halla el pueblo de San Pablo Chimalpa. En este mismo se muestra una figura humana como si fuera el fundador.
3.ª Página
Contiene figuras y textos, la figura principal es un guerrero armado y en pose de guerra, con un busto de mujer, el texto en náhuatl parece indicar la fecha de concesión de tierras.
4.ª Página
Contiene figuras y textos, las figuras son dos guerreros armados con flechas "Quinametzín y Tayatzín" y cerca de ellas, en pose de plática con un texto que dice Acopilco de las tierras montuosas.
5.ª Página
Contiene figuras y textos dividido en dos secciones la de arriba, representan cinco colinas sobre una un ave con una rama en el pico, bajo estas una figura de niño con una (dependientes) de Cuajimalpa, a donde se indica el lugar donde se fundó el pueblo se San Pedro y san Pablo Cuajimalpa donde se labraba madera, en cuyos límites se halla el pueblo de Chimalpa. En este mismo se ajo divididos por líneas perpendiculares hay siete incriciones con dibujos de cabezas y discos. 1. Lugar de oyameles; 2. San Jerónimo; 3. Lugar donde salen las aguas. 4. Lugar montuoso donde salen las aguas lodosas; 5. Lugar inclinado donde hay agua y se toma. 6. Lugar de los árboles verdes que dañan. 7 En la tierra barrida.
6.ª Página
Contiene figuras y textos donde se trata de indicar cuales eran las tierras del pueblo de Cuajimalpa, dividido en cuatro billetes, en el lado izquierdo de los billetes cuatro figuras tres bustos y una víbora, las partes son donde se parte madera, En la piedra blanca; En donde se llama de la víbora y jarillas y en cara de piedra.
7.ª Página
Con arcos como en un piso se presenta la casa del señor que recibió la posesión del pueblo de Coyoacán y el cual era de Azcapotzalco del linaje de Tezozomoc.
8.ª Página
Contiene figuras y textos divididas en dos cuerpos la de arriba dividida en cuatro billetes con figuras a la izquierda y abajo solo texto, menciona que en ese lugar se les dieron las tierras, que se estremecieron por el tributo, que el señor sembró flores y que ese lugar se llama la Piedra Agujereada. Termina con un texto donde indica que los padres que guardan el pueblo son San Pedro y San Pablo.
9.ª Página
Contiene figuras y textos donde se indica el lugar donde se fundó el pueblo se San Pedro y san Pablo Cuajimalpa donde se labraba madera, en cuyos límites se halla el pueblo de Chimalpa. En este mismo se muestra una figura humana como si fuera el fundador.
10.ª Página
Contiene una figura humana bajo un arco, mencionando el texto que aquí inicio el mando del agraciado, el cual midió las tierras.
11.ª Página
Contiene dos figuras humanas y texto donde se lee que los de la nobleza salieron y se bautizaron sus nombres son Don Francisco Xiuhconotzin y Don Melchor Quauhlicoayan.
12.ª Página
Contiene dos figuras humanas de hombres españoles con armadura uno lleva un sombrero el otro un casco y el texto dice "Aquí llegó el Marqués Don Quyoyayahuanco" (Hernán Cortés).
13.ª Página
Contiene dos figuras humanas de hombres españoles con armadura, escudo lanza y espada y el texto dice el Marqués y sus criados.
14.ª Página
Contiene figuras y textos donde se indica el lugar donde se fundó el pueblo se San Pedro y san Pablo Cuajimalpa donde se labraba madera, en cuyos límites se halla el pueblo de Chimalpa. En este mismo se muestra una figura humana como si fuera el fundador.
15.ª Página
Contiene figuras y texto, la figura se forma con un hombre acostado de cuyo vientre sale un tronco y que se divide en dos ramas de cuyas puntas salen dos bustos como un árbol genealógico, bajo estos dos víboras en actitud de alzarse, a los lados cuatro figuras humanas, el texto indica que en el sitio de Tlalochpanco (En la tierra barrida y mes donde se barría) fue enterrado el gran Cohuatlecoatzin (Víbora que sube al árbol) que fue cabeza o raíz de esta población.
16.ª Página
Contiene figuras y texto, la figura es una iglesia rodeada de un muro a la izquierda un personaje de pie, el texto menciona que el pueblo de Coyoacán se fundó en Ce técpatl y ome acatl.
17.ª Página
Contiene figuras y textos, las figuras representan un bautismo de un indígena con dos españoles como padrinos y una indígena arrodillada detrás del fraile, el texto indica que ahí bautizo nuestro amado maestro pero sin identificarlos.
18.ª Página
Contiene figuras y texto, las figuras son seis una sentada y dando bastones de mando a uno de los otros los cuales ya tiene dos su bastón, estos cinco están parados, se menciona en el texto que el gobierno lo estableció Don Gabriel Quautentzin y que se nombraron a los oficiales del gobierno.
19.ª Página
Contiene dieciséis figuras de casas y menciona que aquí dentro del pueblo. Coyoacán.
20.ª página
Contiene texto y una franja verde como si fuera un campo e indica que es la hereda de riego del gobernador guerrero de Cuajimalpa.
21.ª página
Contiene texto y una franja verde como si fuera un campo e indica que se ven bien (fácilmente) los límites de la hereda de riego.
22.ª Página
Contiene figuras y texto, las figuras son dos iglesias y seis casa el texto indica que aquí es San Martín Tinexpan (Lugar cenizoso), aquí es San Juan.
23.ª Página
Contiene figuras, una pareja de indígenas principales y texto donde indica que el pueblo de San Martín fue fundado por Don Miguel Tezozomoc y Doña María.
24.ª Página
Contiene figuras, una pareja de indígenas principales y texto donde indica que el pueblo de Santa Lucía y menciona a Don Marcial Mazatzin y Doña María.
25.ª Página
Contiene figuras y texto, una iglesia y cinco casas, el texto dice San Mateo Tlaltenango. Barrio.
26.ª Página
Contiene figuras y texto, una iglesia, tres casas y dos magueyes, el texto dice Acopilco, San Lorenzo Acopilco.
27.ª Página
Contiene figuras y texto, un cerro y junto al un nopal, el texto dice que es el cerro de los cuervos, Cacalotepec.
28.ª Página
Contiene figuras y texto, una iglesia, tres casas y un árbol, el texto dice aquí es San Bartolomé, paraje inclinado, donde corren los límites.
29.ª Página
Contiene figuras y texto, dos casas, un árbol y un nopal, el texto dice aquí es San Bernabé Yezotitlan Atzayatla.
30.ª Página
Contiene figuras y texto, una iglesia, dos casas y un personaje de pie mostrando la iglesia, el texto dice Santa María Magdalena.
31.ª Página
Contiene figuras y texto, tres árboles y un campo, el texto dice aquí es el barrio de San Jerónimo Aylán, dentro de la barranca corren los límites.
32.ª Página
Contiene texto y una franja verde como campo, el texto dice Paraje de Tetelpan, Barrio de san Nicolás, corren los linderos.
33.ª Página
Contiene figuras y texto, una iglesia, siete casas y un personaje de pie, el texto dice Santa María de la Ascensión Tetelpan, barrio.
34.ª Página
Contiene figuras y texto, una iglesia, tres casas y un personaje de pie, el texto dice San Pablo, San Pablo Atlazotzintla.
35.ª Página
Contiene figuras y texto, un maguey y un árbol, el texto dice aquí es Memetla o paraje de los magueyes.
36.ª Página
Contiene figuras y texto, una iglesia, cinco casas y un personaje de pie, el texto dice casa grande del barrio de Coaxicaltepec.
37.ª Página
Contiene figuras y texto, dos magueyes, una loma y un árbol, el texto dice aquí es el barrio de la casa grande.
38.ª Página
Contiene figuras y texto, una iglesia, tres casas y un personaje de pie, el texto dice barrio de Santo Domingo.
39.ª Página
Contiene figuras, una pareja de indígenas principales platicando y texto donde indica que son Don Bartolomé Tezozomoc y Doña María Tilaxcatzin.
40.ª Página
Contiene figuras y texto, una iglesia y un personaje de pie, el texto dice que en ese lugar se fundó la iglesia del barrio de Tepehuitzco, lindero de las tierras de Cuajimalpa.
41.ª Página
Contiene figuras y texto, una iglesia y un personaje de pie, el texto dice la gente del barrio de San Pablo Chimalpa fundó el templo y que este barrio linda con el pueblo de Huitzquilocan.